# Èquem
Segons la mitologia grega, Èquem (grec antic: Ἔχεμος) va ser el fill d'Aèrop i net de Cefeu. Es va casar amb Timandral filla de Tindàreu i Leda, i per aquest matrimoni és cunyat dels Dioscurs i d'Helena.
Èquem va succeir Licurg al tron d'Arcàdia. Amb aquest títol va defensar el Peloponnès de la primera invasió dels heraclides, que comandaven els doris. Va acordar amb Hil·los, el seu cap, un combat singular. Si en sortia guanyador, els heraclides no tornarien a envair el Peloponnès en cinquanta anys (altres autors diuen cent anys). En aquest combat, que es va fer a l'istme de Corint, vora Mègara, Hil·los va caure mort i els heraclides es van retirar. Per a aquesta victòria, els tegèates (Èquem era natural de Tègea) tenien dret al comandament d'una ala de l'exèrcit confederat del Peloponnès.
A Mègara s'ensenyava la tomba d'Èquem, al costat de la d'Hil·los. D'altra banda això també es feia a Tègea.
Una tradició explicava que Èquem va participar en l'expedició dels Dioscurs contra l'Àtica, quan Càstor i Pòl·lux, aprofitant que Teseu no hi era, van anar a alliberar la seva germana Helena.